# Pentagram (album Gorgoroth)
Pentagram – pierwszy studyjny album norweskiej grupy Gorgoroth. Pierwszą wersję wydano w roku 1994, lecz powstało jeszcze pięć reedycji: w roku 1996 przez Malicious Records, w 1999 przez Century Black w Ameryce oraz zremasterowana wersja w roku 2005 wydana przez Season of Mist.

## Lista utworów
| Nr | Tytuł utworu                                       | Długość |
| -- | -------------------------------------------------- | ------- |
| 1. | „Begravelsesnatt (Burialnight)”                    | 2:34    |
| 2. | „Crushing the Scepter (Regaining a Lost Dominion)” | 3:25    |
| 3. | „Ritual”                                           | 3:54    |
| 4. | „Drømmer om Død (Dreams about Death)”              | 3:47    |
| 5. | „Katharinas Bortgang (Katharinas Decease)”         | 4:05    |
| 6. | „Huldrelokk”                                       | 1:54    |
| 7. | „(Under) The Pagan Megalith”                       | 3:55    |
| 8. | „Måneskyggens Slave (Slave of the Moonshadow)”     | 5:51    |
|    |                                                    | 29:25   |

## Twórcy
- Goatpervertor – perkusja
- Hat – śpiew
- Infernus – gitara elektryczna
- Samoth – gitara basowa